# 叶叔眉
叶叔眉（1884年—1971年），名秉良，生于光绪十年六月廿六，晚清秀才，北大前身京师大学堂毕业，宁波效实中学创办人，上海证券物品交易所常任理事，中央银行筹备人之一，实业家，翻译家，陈布雷挚友。

## 生平
1884年旧历6月26日—出生于浙江省宁波府慈溪县（今属宁波余姚）五马桥。
1890年-六岁上学，读十三经（一般只读四书五经），十二岁读毕十三经。
1899年—因戊戌政变，各省纷纷办学堂。开始抛弃八股文，入学读中外历史，地理，英文，算学。
1903年—19岁， 因父亲去世，家道中落，始外出谋生。
1904年—20岁，应聘任钱塘县学堂教员。
1905年—21岁，由浙江巡抚保送至京师大学堂预科，在校中学了英语，德语，法语等（后在东北时还学了日语）。同年回籍结婚。
1909年—25岁，京师大学堂（北大前身）毕业。毕业考成绩未揭晓前，由本校选充助教。
1909年—由山东巡抚调聘为山东高等学堂教员，为高等学校毕业生补课。曾为袁世凯后代授课。是年夏毕业考试揭晓，以优等一奖举人。授职中书科中书。
1910年—27岁，是年夏天被河南高校兼优级师范学堂聘请教授英文。
1911年—28岁，辞职到京，就职度支部七品京官，兼任清财务处湘鄂科长。同年武昌起义，于是剪了辫子离京，返原籍去办效实中学，做中华民国国民。同年任慈溪县议会会员。
1912年—创办效实中学并该校任教英文，兼任校董。并聘陈布雷先生任教效实。
1913年—被返聘去河南高等学堂任教员。同年由虞挺芳先生，孙鹤皋先生之聘去长春。
1914年—任吉长铁路会计科员。
1916年—任四郑铁路总务科长。
1919年—辞职回籍改营商业。
1920年—泗洮铁路建成，在该局任职。
1921年—是年秋在宁波交易所里任计校科长。年底交易所风潮起，尽丧余资，退出。到上海。
1922年-1928年—在上海证券物品交易所任常任理事。时虞洽卿为理事长。蒋介石在此期间得到交易所资助去广东辅助孙中山。
1928年—周佩箴受任筹办中央银行，在此过程中被周聘为筹备委员兼会计部长。同年九月随周一起辞职。
1928年冬—在孙鹤皋任津浦铁路局长时，叶叔眉任津浦铁路总务处长及秘书主任。1930年辞职。
1930年—回上海办无锡泰隆面粉厂，任常务董事。
1936年—面粉厂着火，任面粉厂全权债务清算人。直到1943年才了结了所有债务。
1937年—37年后隐居上海生计渐窘。
1938年—秋丧偶。
1945年—因上海生活，饮食极度困难，加之美军轰炸不断，打算去宁波暂住。不料日寇突然投降，遂打消这主意。
1946年—开南华兴业公司，于1947年散伙。
1949年—学俄文，时66岁。同年五月于陕西南路淮海路口坐三轮车翻车，昏迷进广慈医院治疗。
1950年—进上海俄人办的苏联商学院，读俄文，与长孙一起读。同年毕业于该学院。
1951年翻译作品计有：
俄文：“列宁格勒来的列车”（童话）
“俄国物理学史纲”（与蔡宾牟合翻）
英文：“美国怎样对外扩张它的国外贸易”（在香港经济导报刊登）
1951年春在沪再次坐三轮翻车受伤。
1953年—受邀加入杭州市文史馆，因翻译业务忙而婉拒。
1954年—翻完工作以后，体力精力急剧下降，脑眩失眠，自知不能再以翻译谋生。
1956年—五月由丰子恺介绍，盛丕华副市长推荐，入上海市文史馆。成为上海文史馆馆员直至逝世。
1961年—写了29页长的自传，追述一生。
1971年—病逝于上海（嘉善路143弄1号），自己在三十年代与人合建的甘邨。

## 自传摘要
叶叔眉自传目录（写于1961年2月）
自传共分新旧两个时代，分两章写出。
- 第一章： 旧时代的回忆
  - 第一节：封建君主时代     
    - 科举时代（1884—1899）
    - 学堂时代（1900—1911）

  - 第二节：军阀时代前期（1912—1929）
  - 第三节：办实业失败的经过（1930—1936）
  - 第四节：抗战时期（1937—1945）
  - 第五节：抗战胜利至全国解放（1946—1949）
- 第二章： 新时代的生活
  - 第一节：上海初解放时因祸得福的遭遇
  - 第二节：读俄文，译俄文书的一段经过事实

其它有关补充材料和逸事：
1911-1930为最佳期
1931-1948为压抑期
档案材料记录卡中总结叶叔眉的职业旅程为：
- 铁路：在吉长，四郑，四洮，津浦铁路前后服务八年。
- 教育：在山东，河南，宁波效实中学前后服务六年。
- 从商：在上海证券物品交易所，泰隆面粉总公司经营工商前后共十四年。

在自传中提到在民国和汪伪时期，因不满奸雄，拒不从政。有三次入政机会，但坚决拒绝了。在抗战期间，卖房产、包车、冰箱，吃杂粮和三号麦粉。且受日军特高科搜查盘问，但意志坚定，甘受贫困而不屈从威逼利诱。宁可安贫，不肯变节。连董事，顾问等都拒绝接受。以无竞老人自居，先将地产出售，继将住宅分宅，由大房东降为三房客。

## 家庭
共有子女五人。 
长子叶俊材     上海铁路局总工程师。其子叶蜚声为语言学家，北京大学教授。
次子叶义材     中央银行，中国人民银行，蚌埠财经学院教授。
三子叶宏材     银行实业家，国家电影翻译局，北京。效实中学英语教师。
长女葉韵兰     中国人民银行，上海。效实中学校友。
小女葉韵蒨     化学工程师，太原。效实中学校友。